# An der Fährbrücke 3 (Stralsund)

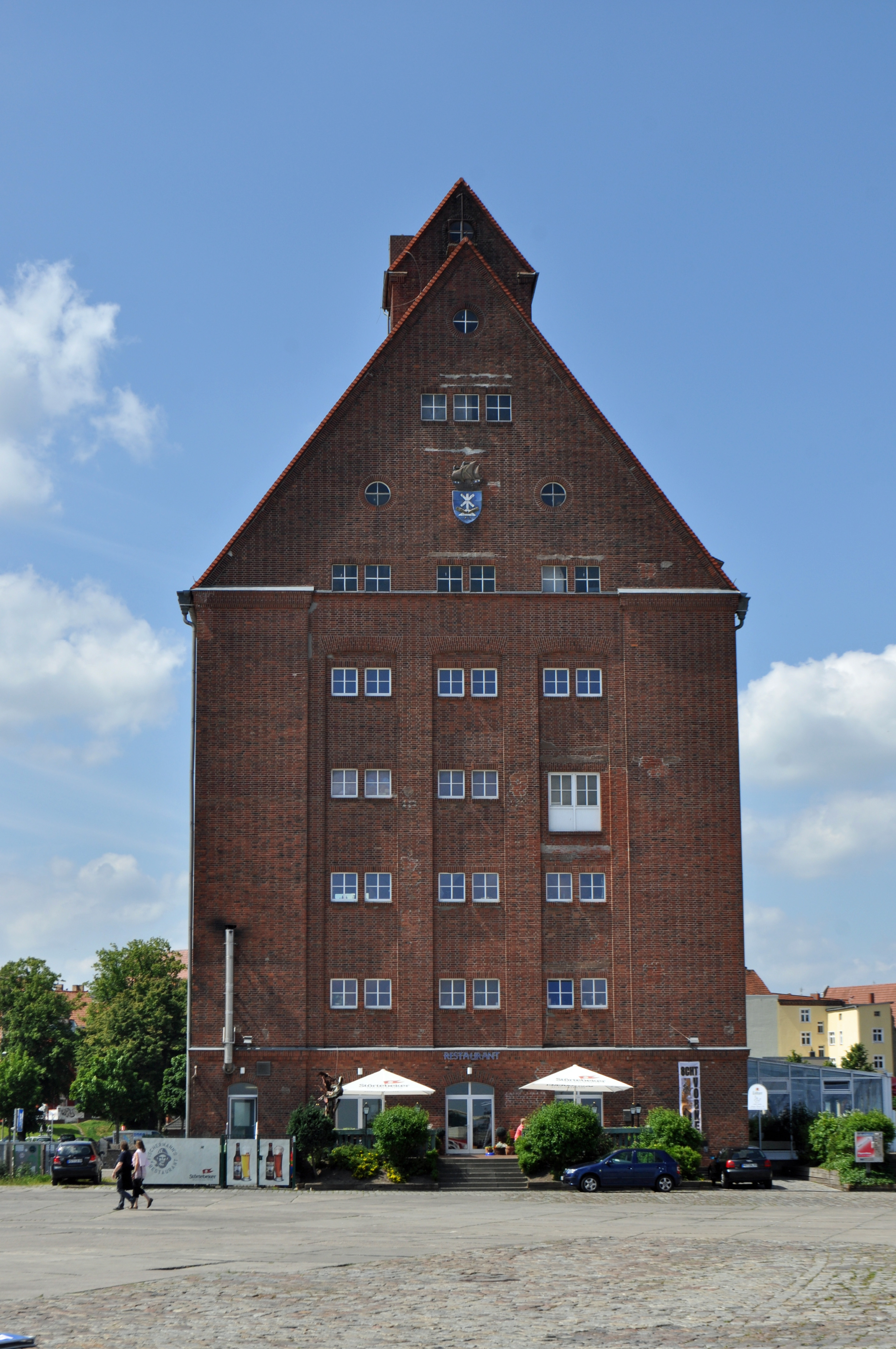
Das Haus An der Fährbrücke 3 in Stralsund (2012)

Das Haus mit der postalischen Adresse An der Fährbrücke 3, auch Silo V genannt, ist ein denkmalgeschütztes Gebäude in der Hansestadt Stralsund in der Straße An der Fährbrücke an der Ecke zur Hafenstraße. Er gehört zum Ensemble der Speicher auf der Hafeninsel und prägt damit die Silhouette der Stadt.
Der hohe Backsteinbau mit hohem Satteldach wurde in den Jahren 1939 bis 1940 errichtet und war damit der letzte der Speicher auf der Hafeninsel. Das Gebäude wurde als Silo für Getreide genutzt.
Die Fassade der Giebelseiten zur Fährbrücke und zum Hafen weisen Lisenen auf, zudem sind zum Hafen hin in vier Geschossen kleine Fenster angeordnet und im Giebel ein Relief einer Kogge über einem Wappen angebracht.
Neben dem Silo standen zunächst zwei Getreidefördertürme, die durch eine Leitung mit dem Silo verbunden waren; sie wurden abgerissen. An diese erinnert eine Tür in der äußeren Achse im vierten Geschoss.
Das Haus liegt im Randgebiet des von der UNESCO als Weltkulturerbe anerkannten Stadtgebietes des Kulturgutes „Historische Altstädte Stralsund und Wismar“. In die Liste der Baudenkmale in Stralsund ist es mit der Nummer 44 eingetragen.